# Юревич Михайло
Миха́йло Юре́вич (нар. 1707 — пом. невідомо) — український ювелір (срібляр).

## Біографічні відомості
Народився у 1707 році. Жив і працював у Києві. З його робіт відомі карбовані срібні царські врата (1748) та оправа для престолу в Успенському соборі Києво-Печерської лаври (1751).
Як дослідив мистецтвознавець Марко Петренко, 
| «київський майстер Михайло Юревич склав контракт з Києво-Печерською лаврою на виготовлення срібної оправи на головний престол Успенського собору. Згідно з контрактом монастир видав майстру всі матеріали, а за роботу виплачував від кожного фунта по 3 карбованця, виключивши на „вгар“ по одному лоту з кожного фунта срібла[1]. |